# Schneeberg (Oberösterreichische Voralpen)
Der Schneeberg, manchmal auch Reichraminger Schneeberg, ist ein 1244 m ü. A. hoher Berg in den östlichen Oberösterreichischen Voralpen in Oberösterreich.

## Lage und Landschaft
Der Schneeberg befindet sich zwischen dem Ennstal bei Reichraming und dem mittleren Steyrtal bei Molln, mit der Kulmination auf der Gemeindegrenze.
Im Osten geht bei Dirnbach das Tal des Reichramingbachs nordwärts zur Enns bei Reichraming. Südwestwärts rinnt der Aueralmbach, und westlich parallel der Schneegrabenbach, zwei hintere Nebengräben der Krummen Steyrling im Bereich Hausbach.
Nördlich des Schneeberggipfels liegen die Einsattelung der Kalblsaualm und dann der flache Nebengipfel Tannscharten (1211 m ü. A.), von wo sich der Schneebergrücken bogenförmig zwischen Aueralmbach und Schneegraben hinunter zieht. Dort setzt nach Norden der Kamm des Sonnkogels (1177 m ü. A.) zur Hohen Dirn (1134 m ü. A.) an. Nach Süden streicht der lange Kamm zwischen Reichramingbach und Krummer Steyrling, mit dem Sattel Geishanslniedern (934 m ü. A.) und dem Hollerkogel (1092 m ü. A.) als nächstem Gipfel.
Der Berg wird ortsüblich schon zum Reichraminger Hintergebirge gerechnet, nach Trimmel zur Gruppe Schreindlmauer–Schneeberg–Hohe Dirn der Steyrtaler Voralpen, nach der oberösterreichischen Raumgliederung (Nala) zu den Enns- und Steyrtaler Voralpen.
Der Berg ist durch die Alm und Windwurf an der Gipfelflur teils offen, sonst bewaldet. Der Gipfel des Schneebergs, auf dem kein Kreuz steht, ist durch keinen Wanderweg erschlossen und unwegsam.

## Geologie
Das Massiv ist eine Zone jüngerer Kalke in der Hauptmasse des Hauptdolomits (Obertrias) des Reichraminger Hintergebirges. Sie reichen von Rhätkalk (Plattenkalk, oberste Obertrias) an den Flanken über Hierlatz-Formation im Schneeberg-Gipfelbereich bis zu mergeliger und kalkiger Allgäu- und Chiemgau-Formation (Unterjura) im Bereich der Kalblsaualm. Diese gehören zu einer Faltenstruktur, der Schneebergmulde, deren Westrand der Schneeberg bildet, und die sich ostwärts im Fahrenberg fortsetzt, und dann an die Weyrer Bögen des Ennstals stößt. Die sonst dem tektonisch tieferen Bajuwarikum angehörende Serie liegt hier aber ohne erkennbare Störung einer Deckengrenze dem Tirolikum auf.